# Мельников, Прокофий Петрович
Прокофий Петрович Мельников (1892—1956) — подполковник Советской Армии, участник Гражданской и Великой Отечественной войн, Краснознамёнец (1920), командир первого советского танка.

## Биография

Могила Мельникова на Донском кладбище Москвы

Родился в 1892 году в посёлке Володарка (ныне — Киевская область Украины). 
В 1918—1922 годах служил в Рабоче-Крестьянской Красной Армии, стал командиром первого советского танка. За боевые заслуги в Гражданской войне (воевал на Северо-Западном и Южном фронтах) Мельников Приказом Революционного Военного Совета Республики в 1920 году был награждён орденом Красного Знамени РСФСР.
В декабре 1939 года Мельников вновь был призван на службу в Рабоче-Крестьянскую Красную армию Харьковским областным военным комиссариатом Украинской ССР. В начальный период Великой Отечественной войны возглавлял армейскую передвижную авторемонтную базу № 1 50-й армии. Лично участвовал в боях. Так, 13 августа 1941 года он лично поджёг бутылками с зажигательной смесью четыре немецких танка. Позднее стал командиром 62-го отдельного ремонтно-восстановительного (впоследствии — танко-ремонтного) батальона, личный состав которого работал на ремонтном заводе № 1 Народного комиссариата обороны СССР по ремонту повреждённых в боях танков. Позднее батальон был включён в состав 2-го Белорусского фронта. Мельников занимался не только организацией ремонтных работ, но и вносил рационализаторские предложения, организовывал сбор деталей и агрегатов. Зачастую руководил ремонтными работами прямо на полях боёв. За время войны был тяжело ранен и тяжело контужен.
В послевоенное время проживал в Москве. Умер в 1956 году, похоронен на Донском кладбище Москвы.

## Награды
Был награждён двумя орденами Красного Знамени (1920, 22.01.1942), орденами Отечественной войны 1-й (28.09.1945) и 2-й (10.05.1945) степеней, орденом Красной Звезды (24.01.1944), рядом медалей.